# Alejandra Valencia
Alejandra Valencia (n. 17 octombrie 1994, Hermosillo, Sonora, Mexic) este o arcașă ce a reprezentat Mexic, medaliată olimpică. A participat la 4 ediții ale Jocurilor Olimpice (2012, 2016, 2020, 2024) în care a câștigat două medalii de bronz.